# Joe Doyle
Joseph „Joe“ Doyle (* 1. Juni 1936; † 8. August 2009 in Blackrock, County Dublin) ist ein irischer Politiker (Fine Gael).
Doyle wuchs im Dubliner Stadtteil Donnybrook auf. Er gehörte von 1982 von 1987 dem Dáil Éireann, dem Unterhaus des irischen Parlaments, an. Nachdem er bei den Wahlen 1987 geschlagen wurde, gelang es ihm stattdessen in den Seanad Éireann, das Oberhaus, gewählt zu werden. Danach folgte eine weitere Amtszeit im Dáil Éireann von 1989 bis 1992, bevor Doyle wieder von 1993 bis 2002 dem Seanad Éireann angehörte.
Doyle war auch von 1979 bis 2004 Mitglied des Stadtrats von Dublin. Als solches bekleidete er von Juli 1998 bis Juli 1999 das Amt des Oberbürgermeisters der Stadt (Lord Mayor of Dublin).
Doyle war verheiratet und hatte drei Kinder.